# Taphrina carpini

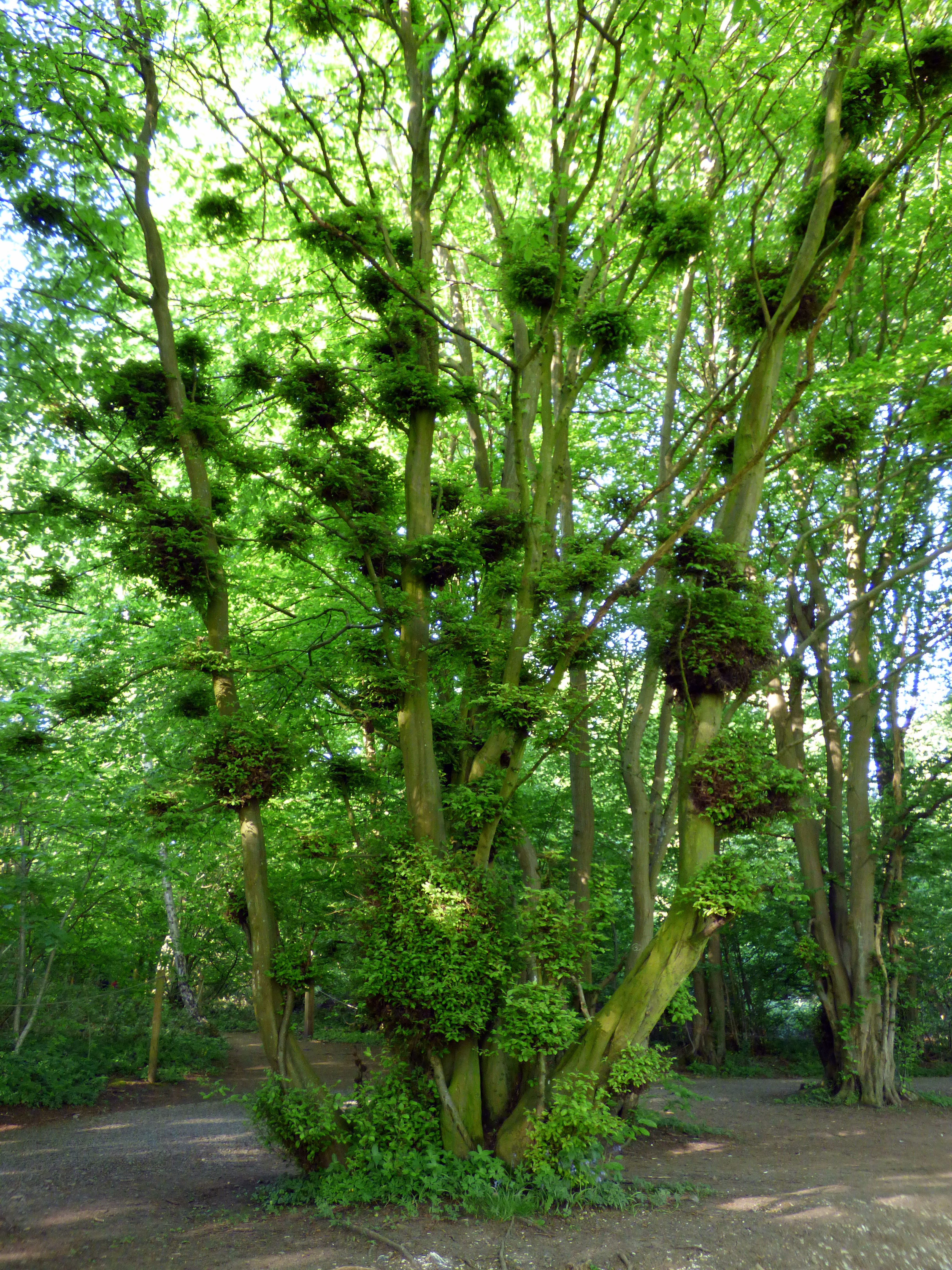

Taphrina carpini (Rostr.) Johanson – gatunek grzybów z klasy szpetczaków (Taphrinomycetes). Grzyb mikroskopijny, pasożyt rozwijający się na pędach grabu (Carpinus) i powodujący powstawanie na nim czarcich mioteł.

## Systematyka i nazewnictwo
Pozycja w klasyfikacji według Index Fungorum: Taphrina, Taphrinaceae, Taphrinales, Taphrinomycetidae, Taphrinomycetes, Taphrinomycotina, Ascomycota, Fungi{.
Po raz pierwszy zdiagnozował go w 1881 r. Emil Rostrup nadając mu nazwę Exoascus carpini. Obecną, uznaną przez Index Fungorum nazwę nadał mu Carl Johan Johanson w 1886 r.
Synonimy:
- Exoascus carpini Rostr. 1881
- Lalaria carpini Á. Fonseca, J. Inácio & M.G. Rodrigues 2004[3].

## Charakterystyka
Jak wszystkie gatunki z rodzaju Taphrina powoduje charakterystyczne zniekształcenia i przebarwienia porażonych części roślin, dzięki czemu łatwo go zidentyfikować. Na grabie pojawiają się tzw. czarcie miotły. Jest to gęste skupisko zniekształconych pędów osiągających długość do 1 m. Liście na nich żółkną, ich tkanki są przerośnięte, w wyniku czego kształt liścia staje się pofałdowany, wypukło-wklęsły. Patogen rozwija się pod skórką rośliny i zimuje w jej pędach, trwale je porażając.
Woskowata, białoszara warstwa hymenialna rozwija się między nerwami na dolnej stronie porażonych liści. Worki powstają bezpośrednio na powierzchni naskórka. Są 8-zarodnikowe, o rozmiarach 17–32 × 9–15 μm, cylindryczne, z zaokrąglonymi wierzchołkami i często z powiększoną podstawą. Askospory kuliste lub elipsoidalne o rozmiarach 5–7 × 3–4 μm.

## Występowanie
Występuje pospolicie w Europie łącznie z Wyspami Brytyjskimi, oraz w Azji na Zakaukaziu, w Chinach i Kraju Nadmorskim Rosji.
Monofag. Pasożytuje na grabie pospolitym (Carpinus betulus), grabie wschodnim (Carpinus orientalis), grabie sercowatym (Carpinus cordata).